# Резерв+
«Резерв+» — український мобільний застосунок, розроблений Міністерством оборони України. Випуск відбувся 18 травня 2024 року для Android i iOS.
Застосунок дає змогу призовникам, військовозобов'язаним та резервістам оновити свої облікові дані та отримати електронний військово-обліковий документ.

## Опис
«Резерв+» є мобільним застосунком для уточнення облікових даних та отримання обмеженої інформації з реєстру «Оберіг». За даними розробників, програма отримала атестат відповідності комплексної системи захисту інформації (КСЗІ). Авторизація відбувається через систему BankID. Для реєстрації необхідно вказати номер телефону, адресу електронної пошти (не обов'язково) та адресу проживання. Якщо дані були оновлені вчасно, в застосунку буде відображатися відповідна позначка.
Станом на 18 травня 2024 року програма не була вказаною у нормативно-правових актах, на відміну від Дії, проте представники Міністерства оборони повідомляли, що програма врегульована постановою Кабінету Міністрів України, однак вона є документом з обмеженим доступом.
Станом на 16 липня 2024 року 3,2 млн осіб оновили свої дані в застосунку, а також 713 тисяч осіб отримали електронний військово-обліковий документ.

## Історія
18 травня 2024 року набув чинності закон про мобілізацію, згідно з яким громадяни України, які перебувають на військовому обліку, зобов'язані впродовж 60-ти днів уточнити облікові дані (номер телефону, адресу електронної пошти та адресу проживання) до 16 липня включно. Розробку застосунку фінансував благодійний фонд, вона коштувала 3,4 млн гривень.
29 травня понад 700 000 військовозобов'язаних було знято з безпідставного «розшуку» в програмі.
18 червня 2024 року в застосунку з'явився електронний військово-обліковий документ, який має однакову юридичну силу з паперовим.
Міністерство оборони України планувало впровадити можливість отримання електронного направлення на проходження військово-лікарської комісії тим, хто має статус «обмежено придатний». Відбуватиметься це лише за ініціативою користувача додатка.
У серпні стало відомо, що в Росії запустили фейковий застосунок «Резерв+» для збору персональних даних українців.
29 серпня 2024 заступниця міністра оборони з питань цифровізації Катерина Чорногоренко повідомила, що застосунок планують перетворити на онлайн-рекрутинговий центр, а також додати функцію онлайн-рекрутингу для мобілізації у два кліки.
17 жовтня у програмі стався збій, деякі користувачі отримали сповіщення, що їм надано відстрочку до завершення мобілізації. За даними заступниці міністра оборони з питань цифровізації Катерини Черногоренко, це стосувалося лише відображення вашого статусу в програмі, а дані у реєстрі «Оберіг» не змінювались.
9 листопада 2024 року в застосунку стала доступна послуга з оформлення відстрочки від мобілізації для людей з інвалідністю, студентів, аспірантів та докторантів. Для оформлення відстрочки онлайн необхідно авторизуватися у Резерв+ і надіслати запит. Система автоматично перевірить наявність права на відстрочку. У разі позитивної відповіді цей статус відобразиться в електронному військовому документі.
31 січня 2025 року в застосунку з'явилася функція формування електронного направлення на ВЛК.
7 лютого 2025 року в застосунку з'явилося автоматичне продовження відстрочок від мобілізації для людей з інвалідністю та здобувачів освіти. Автоматичне продовження відтермінування від мобілізації в додатку відбуватиметься для людей з інвалідністю, у яких є відповідне посвідчення Пенсійного фонду. Також це стосується студентів, аспірантів і докторантів.
8 лютого 2025 року в застосунку стався збій в роботі: користувачі не можуть отримати доступ до електронних документів в ньому. Міністерство оборони України роз'яснило, що проблема пов'язана з технологією BankID, яка підтверджує особу користувача через банк, в якому людина має рахунок.
18 квітня 2025 року вийшла версія 1.6.0 застосунку, у якій з'явилася можливість отримати Розширені дані з Єдиного державного реєстру призовників, військовозобов'язаних та резервістів. Розширені дані формуються у вигляді PDF-документу, який можна зберегти на своєму пристрої.
6 травня 2025 року вийшла версія 1.6.1 застосунку, у якій було автоматично продовжено відстрочки відразу для кількох категорій людей, в тому числі для тих, що раніше отримали їх онлайн. Також було оновлено безпекові сертифікати.
10 липня 2025 року вийшла версія 1.7.1 застосунку, у якій з'явилась можливість сплатити штраф за несвоєчасне уточнення даних (до 16.07.2024). Можливість сплати штрафів за інші порушення військового обліку повинна з'явитися в пізніших версіях.

## У планах
У травні 2025 року в застосунку планували запустити два нових типи відстрочок від військової служби: для людей з тимчасовою непрацездатністю та на строк від 6 до 12 місяців. Для громадян, які мають чоловіка або дружину на службі та дитину до 18 років.